# Altait
Altait (Haidinger, 1845), chemický vzorec PbTe, je krychlový minerál ze skupiny galenitu. Bývá obyčejně celistvý, kusový, jen vzácně tvoří droboučké krystalky omezené tvary a{100}, o{111}, β{322}. Pojmenován dle původní lokality Rudný Altaj v Kazachstánu.

## Vznik
Vyskytuje se s ryzím zlatem, dalšími telluridy a sulfidy na hydrotermálních žilách.

## Vlastnosti
- Fyzikální vlastnosti - Dosti křehký. Dá se řezat nožem, dokonale štěpný podle {100}, {010} a {001}, s pololasturnatým až nerovným lomem.
- Optické vlastnosti - Cínově bílý, žlutavý, světle bronzově naběhlá barva, lesk má kovový, vryp černý s nádechem do šeda. Je opakní.
- Chemické vlastnosti - Složení: Te 38,11 %, Pb 61,89 %, snadno taje a rozpouští se v teplé kyselině dusičné, před dmuchavkou dává páry TeO2.

## Parageneze
Vyskytuje se společně se zlatem, stříbrem, pyritem, arsenopyritem, hessitem, galenitem, křemenem a sylvanitem

## Výskyt
- V Česku byl nalezen mikroskopický v Jílovém u Prahy, mikroskopický ze Sobětic u Klatov.
- Na Slovensku mikroskopický ze Zlaté Baně
- Častý na ložisku Săcărimb v Rumunsku
- Na Zavodinském dole na Altaji v Kazachstánu nacházen v asociaci s hessitem (původní naleziště).